# Championnat des îles Féroé de football 2010
Navigation
Saison précédente Saison suivante
La saison 2010 de Vodafonedeildin est la soixante-huitième édition de la première division féroïenne. Les dix clubs participants au championnat sont confrontés à trois reprises aux neuf autres dans une série de matchs se déroulant sur toute l'année. En fin de saison, les deux derniers du classement sont relégués et remplacés par les deux meilleurs clubs de 1. deild, la deuxième division féroïenne.
C'est le tenant du titre, le HB Torshavn qui est à nouveau sacré cette saison. Le club de la capitale termine en tête du classement final, avec trois points d'avance sur l'EB/Streymur, vainqueur de la Coupe des îles Féroe et huit sur le NSI Runavik. Il s'agit là du 21e titre de champion de l'histoire du HB.

## Qualifications en coupe d'Europe
À l'issue de la saison, le champion se qualifiera pour le 1er tour de qualification des champions de la Ligue des champions 2011-2012.
Alors que le vainqueur de la Løgmanssteypið prendra la première des trois places en Ligue Europa 2010-2011, les deux autres places reviendront au deuxième et au troisième du championnat. Il est à noter que ces deux dernières places ne qualifient que pour le premier tour de qualification, et non pour le deuxième comme la précédente. Aussi, si le vainqueur de la coupe fait partie des trois premiers, les places sont décalées et la dernière place revient au finaliste de la coupe. Si ce dernier club fait lui-même partie des trois premiers, la dernière place revient au quatrième du championnat.

## Les 10 clubs participants
| Club            | Stade              | Capacité | Ville         |
| --------------- | ------------------ | -------- | ------------- |
| AB Argir        | Vika               | 2 000    | Argir         |
| B36 Tórshavn    | Gundadalur         | 5 000    | Tórshavn      |
| B68 Toftir      | Svangaskarð        | 6 000    | Toftir        |
| B71 Sandoy      | Sandur             | 2 000    | île de Sandoy |
| EB/Streymur     | við Margáir        | 1 000    | Streymnes     |
| HB Tórshavn     | Gundadalur         | 5 000    | Tórshavn      |
| ÍF Fuglafjørður | Fløtugerði         | 3 000    | Fuglafjørður  |
| FC Suðuroy      | Vesturi a Eidhinum | 3 000    | Vágur         |
| NSÍ Runavík     | við Løkin          | 2 000    | Runavík       |
| Víkingur        | Sarpugerði         | 3 000    | Gøta/Leirvík  |

## Compétition

### Les moments forts de la saison
- 27 buts sont inscrits au cours de la 1re journée soit une moyenne de plus de 5 buts par matchs. Ainsi, le Vikingur après avoir mené 2-0 jusqu'à la 55e minute, a dû lutter jusqu'au bout pour remporter sa première victoire de la saison sur le score de 5 à 3, grâce à un doublé d'Atli Gregersen et un autre de Solvi Vatnhamar. Le champion en titre, le HB Torshavn se fait une frayeur en arrachant le nul 4-4 à la dernière minute et ce après avoir été mené 4 fois au score. Le B68 écrase le B71 5 à 0. Victoire de l'IF et du B36 à l'extérieur 2 buts à 1.
- Le B36 Torshavn s'installe en tête du championnat grâce à ses 2 victoires, la dernière contre le B68 3 buts à 1 (avec un doublé de Bardhur Olsen). Les 4 autres rencontres se concluent sur un score nul. Stig Roar Sobstad enchaîne son second doublé en 2 matches et s'installe en tête du classement des buteurs.

### Classement
Le classement est établi sur le barème de points classique (victoire à 3 points, match nul à 1, défaite à 0).
Pour départager les égalités, on tient d'abord compte de la différence de buts générale, puis du nombre de buts marqués, puis des confrontations directes et enfin si la qualification ou la relégation est en jeu, les deux équipes jouent une rencontre d'appui sur terrain neutre.
| Rang | Équipe          | Pts | J  | G  | N | P  | Bp | Bc | Diff |
| ---- | --------------- | --- | -- | -- | - | -- | -- | -- | ---- |
| 1    | HB TórshavnT    | 54  | 27 | 16 | 6 | 5  | 49 | 32 | +17  |
| 2    | EB/StreymurC    | 51  | 27 | 14 | 9 | 4  | 65 | 30 | +35  |
| 3    | NSÍ Runavík     | 48  | 27 | 14 | 6 | 7  | 60 | 33 | +27  |
| 4    | ÍF Fuglafjørður | 43  | 27 | 12 | 7 | 8  | 50 | 41 | +9   |
| 5    | Víkingur        | 43  | 27 | 12 | 7 | 8  | 44 | 35 | +9   |
| 6    | B36 Tórshavn    | 40  | 27 | 11 | 7 | 9  | 44 | 36 | +8   |
| 7    | B68 Toftir      | 31  | 27 | 8  | 7 | 12 | 42 | 47 | -5   |
| 8    | B71 SandoyP     | 23  | 27 | 5  | 8 | 14 | 24 | 65 | -41  |
| 9    | FC SuðuroyP     | 22  | 27 | 5  | 7 | 15 | 33 | 54 | -21  |
| 10   | AB Argir        | 14  | 27 | 2  | 8 | 17 | 27 | 65 | -38  |

| Légende : Qualifications et relégations | Légende : Qualifications et relégations                                                         |
| --------------------------------------- | ----------------------------------------------------------------------------------------------- |
|                                         | Ligue des champions 2011-2012 (2e Tour de qualification des champions)                          |
|                                         | Ligue Europa 2011-2012 (2e tour de qualification)                                               |
|                                         | Ligue Europa 2011-2012 (1er tour de qualification)                                              |
|                                         | Relégation en 1.Deild                                                                           |
|                                         | T : Tenant du titre 2009 P : Promu en 2010 C : Vainqueur de la Coupe des îles Féroé de football |

### Matchs
| Résultats (▼dom., ►ext.)                                   | AB  | B36 | B68 | B71 | EB/S | Suð | HB  | ÍF  | NSÍ | Vík | AB  | B36 | B68 | B71 | EB/S | Suð | HB  | ÍF  | NSÍ | Vík |
| AB Argir                                                   |     | 2-2 | 1-2 | 3-3 | 1-2  | 1-0 | 1-1 | 0-2 | 0-0 | 1-1 |     | 0-5 |     | 0-4 |      | 1-0 |     | 1-4 |     |     |
| B36 Tórshavn                                               | 1-0 |     | 3-1 | 1-1 | 1-1  | 1-0 | 1-0 | 1-1 | 1-5 | 1-2 |     |     | 3-1 |     |      |     |     | 1-0 | 2-1 |     |
| B68 Toftir                                                 | 1-1 | 1-0 |     | 5-0 | 1-1  | 1-1 | 2-2 | 1-0 | 0-3 | 5-3 | 3-0 |     |     | 1-1 |      |     |     | 3-3 | 3-2 | 2-0 |
| B71 Sandoy                                                 | 1-0 | 0-3 | 1-0 |     | 2-3  | 3-1 | 0-1 | 0-2 | 1-6 | 0-0 |     | 0-0 |     |     | 0-4  | 2-2 | 0-2 |     |     |     |
| EB/Streymur                                                | 2-1 | 1-2 | 3-0 | 8-0 |      | 2-0 | 0-1 | 3-0 | 1-1 | 2-2 | 6-0 | 4-1 | 3-1 |     |      | 5-2 | 1-1 |     |     |     |
| FC Suðuroy                                                 | 3-3 | 1-1 | 3-1 | 2-1 | 0-1  |     | 0-3 | 0-3 | 1-1 | 1-3 |     | 2-1 | 2-1 |     |      |     |     |     | 1-1 | 0-2 |
| HB Tórshavn                                                | 2-1 | 2-2 | 4-3 | 1-2 | 5-2  | 4-4 |     | 2-0 | 2-1 | 2-0 | 3-0 | 2-1 | 1-0 |     |      | 1-4 |     |     | 3-2 |     |
| ÍF Fuglafjørður                                            | 4-4 | 0-5 | 4-2 | 1-1 | 1-1  | 2-0 | 2-1 |     | 3-5 | 0-1 |     |     |     | 3-0 | 3-3  | 3-1 | 1-2 |     |     |     |
| NSÍ Runavík                                                | 3-0 | 4-3 | 2-1 | 2-0 | 2-1  | 2-1 | 2-0 | 1-2 |     | 0-2 | 2-1 |     |     | 9-1 | 0-0  |     |     | 0-0 |     | 0-1 |
| Víkingur                                                   | 5-3 | 1-3 | 0-0 | 0-0 | 2-2  | 4-1 | 0-0 | 1-3 | 2-3 |     | 3-1 | 1-0 |     | 5-0 | 0-3  |     | 0-1 | 1-3 |     |     |
| - Victoire à domicile - Match nul - Victoire à l'extérieur |     |     |     |     |      |     |     |     |     |     |     |     |     |     |      |     |     |     |     |     |

## Bilan de la saison
| Championnat des îles Féroé de football 2010 |                         |
| Champion                                    | HB Torshavn (21e titre) |
| Coupes et trophées                          |                         |
| Vainqueur de la Coupe des îles Féroé 2010   | EB/Streymur             |
| Qualifications continentales                |                         |
| Ligue des champions 2011-2012               | HB Torshavn             |
| Ligue Europa 2011-2012                      | EB/Streymur             |
| Ligue Europa 2011-2012                      | NSÍ Runavík             |
| Ligue Europa 2011-2012                      | ÍF Fuglafjørður         |
| Promotions et relégations                   |                         |
| Promus en Vodafonedeildin                   | 07 Vestur               |
| Promus en Vodafonedeildin                   | KÍ Klaksvík             |
| Relégués en 1. deild                        | FC Suðuroy              |
| Relégués en 1. deild                        | AB Argir                |

## Statistiques

### Classement des buteurs
22 buts
- Arnbjørn Hansen (EB/Streymur)
- Christian Høgni Jacobsen (NSÍ Runavík)

13 buts
- Fróði Benjaminsen (HB Tórshavn)

11 buts
- Øssur Dalbúð (ÍF Fuglafjørður)
- Klæmint Olsen (NSÍ Runavík)

10 buts
- Pól Jóhannus Justinussen (B68 Toftir)
- Jón Krosslá Poulsen (FC Suðuroy)
- Sølvi Vatnhamar (Víkingur)

8 buts
- Rógvi Poulsen (HB Tórshavn)
- Hans Pauli Samuelsen (EB/Streymur)
- Nenad Sarić (ÍF Fuglafjørður)
- Daniel Udsen (EB/Streymur)

Source: Faroese FA